# St Bartholomew-the-Great

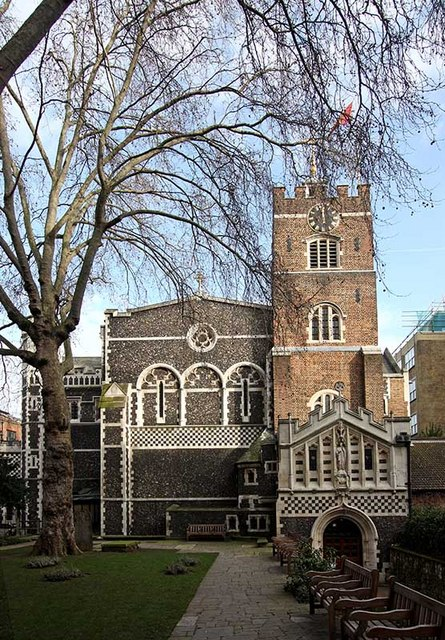
Klosterkirchhof in Smithfield

St Bartholomew-the-Great ist ein Kirchengebäude und ehemaliges Kloster der Augustiner-Chorherren in West Smithfield in der Stadt London. Die frühere römisch-katholische Kirche ist heute Teil der anglikanischen Kirche und liegt im Bistum London. Sie besteht allerdings in der Tradition des Anglokatholizismus.

## Geschichte

### Mittelalter
Die Klosterkirche wurde im Jahre 1123 durch den Kanoniker Rahere als Teil eines Augustiner-Chorherrenstifts gegründet. Rahere war Hofnarr von König Heinrich I., dem Sohn Wilhelm des Eroberers. Auf einer Pilgerreise nach Rom erkrankte Rahere an Malaria. Während einer Vision sei ihm der heilige Bartholomäus erschienen und habe ihn gerettet. Nach seiner Genesung beschloss Rahere, Augustinerchorherr zu werden. Er gründete zu Ehren des heiligen Bartholomäus ein Kloster samt angeschlossenem Hospital, das noch heute besteht und in dem Rahere und seine Mitbrüder die armen Kranken versorgten. Zum Kloster gehörte die große St. Bartholomew-the-Great-Klosterkirche. Kloster und Kirche wurden mit dem Erlös der Bartholomäus-Messe finanziert, einer der größten jährlichen Londoner Messen. 1143 verstarb Rahere und wurde in der Klosterkirche beigesetz. Sein Grab ist bis heute besuchbar. Am heutige Ort der Lady Chapel hatte ein Mönch eine Vision der Jungfrau Maria.

### Frühe Neuzeit
Während der Auflösung der Klöster durch König Heinrich VIII. wurde 1539 das Kirchenschiff abgerissen. Der Rest der Kirche blieb allerdings erhalten und wurde weiterhin in dieser Funktion genutzt. Das Große Feuer von 1666 zerstörte die ehemalige Klosteranlage zwar nicht, allerdings stand das Hospital kurz vor dem Bankrott. Allerdings konnte man die verlorenen Immobilien wieder aufbauen und das Krankenhaus wuchs. Am heutigen Ort der Lady Chapel war früher eine Schreibwerkstatt, an der auch Benjamin Franklin arbeitete.

### 20. Jahrhundert bis heute
Während des Ersten Weltkrieges kamen über 5000 kranke Soldaten in dem Krankenhaus unter.
1947 wurden zum ersten Mal Medizinstudentinnen aufgenommen. Danach entwickelte sich das Krankenhaus weiter zu einem der führenden in der Behandlung von Krebs.

## Architektur

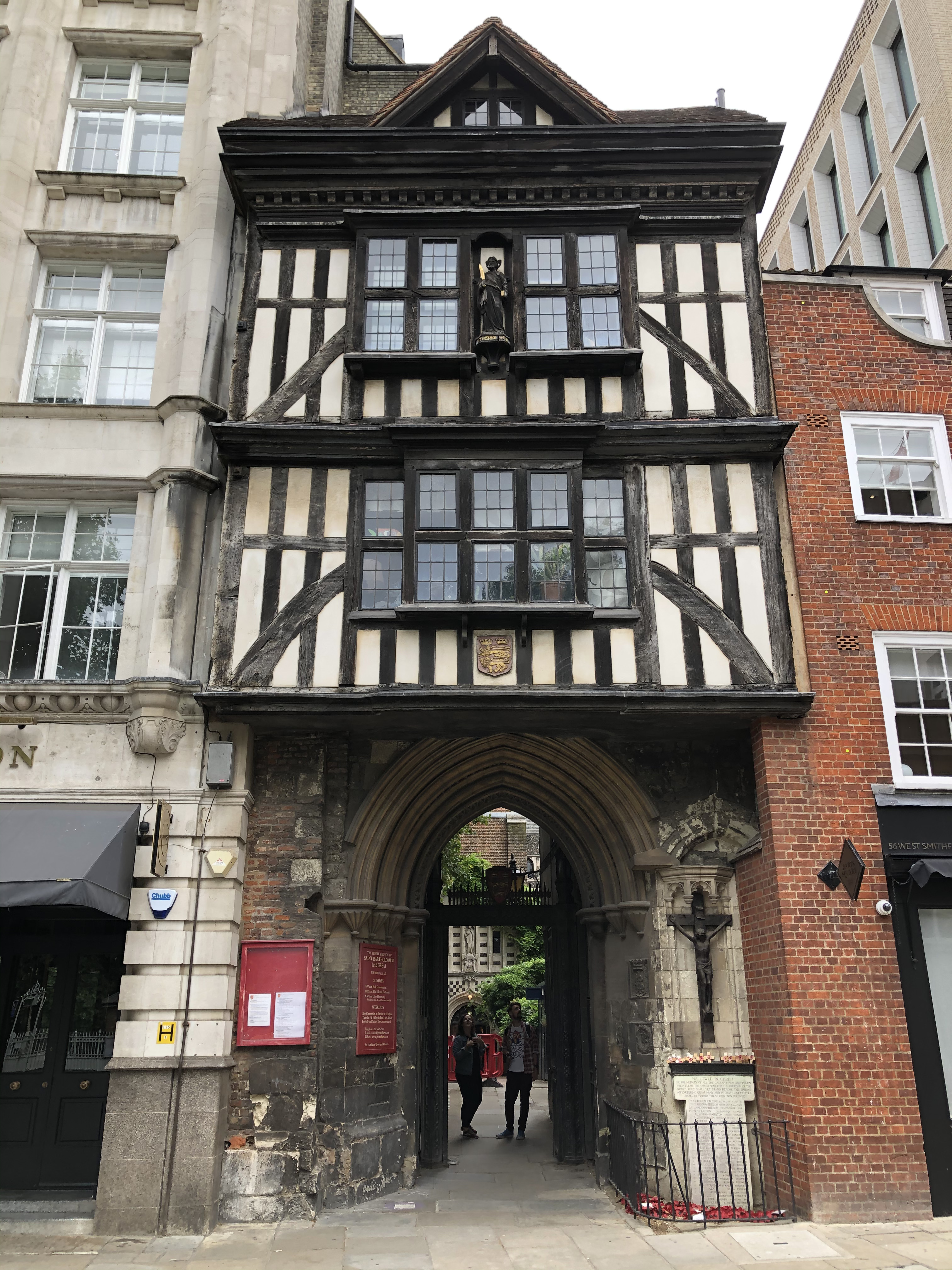
Eingangsfassade in Smithfield
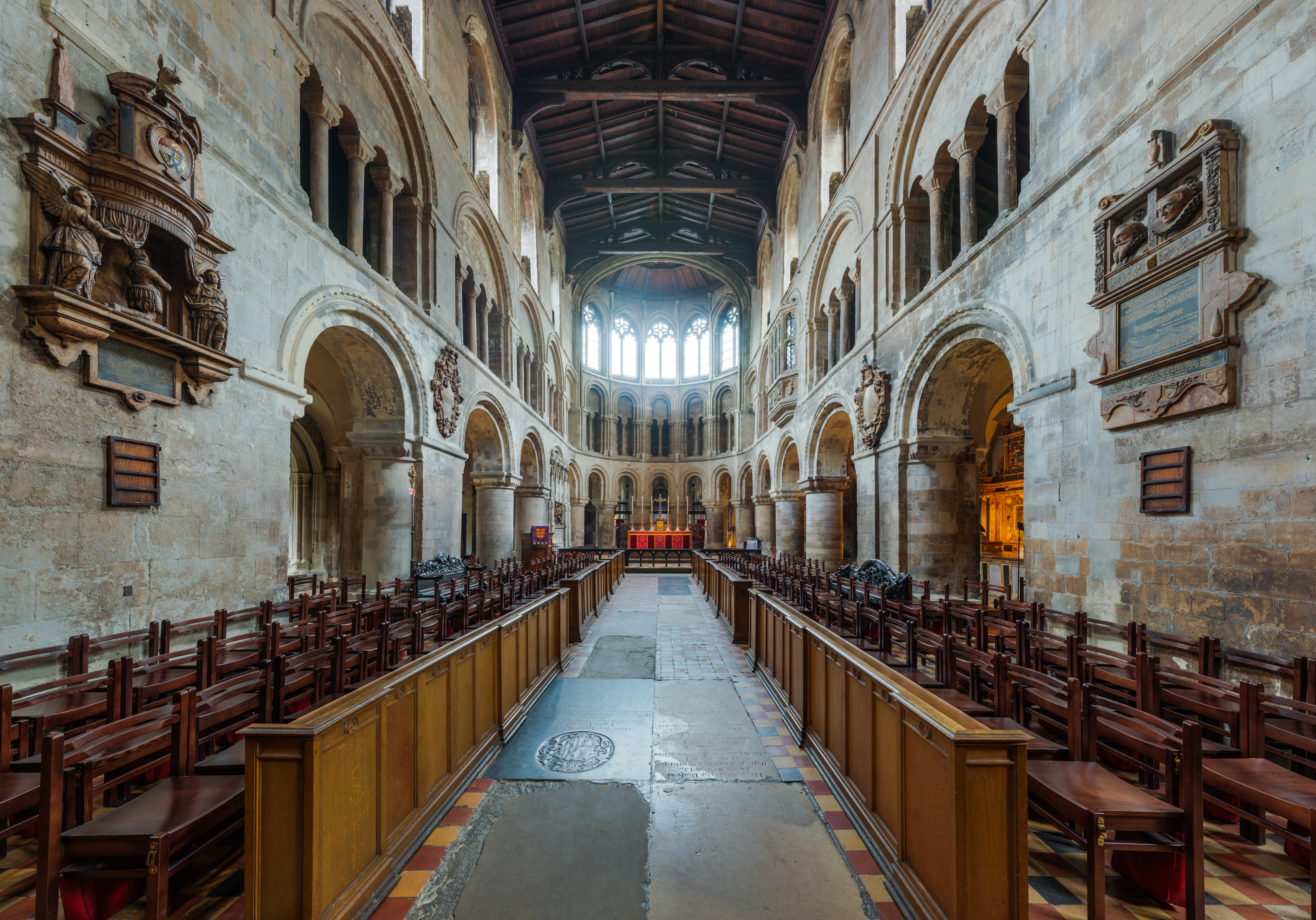
Mittelschiff und Chor
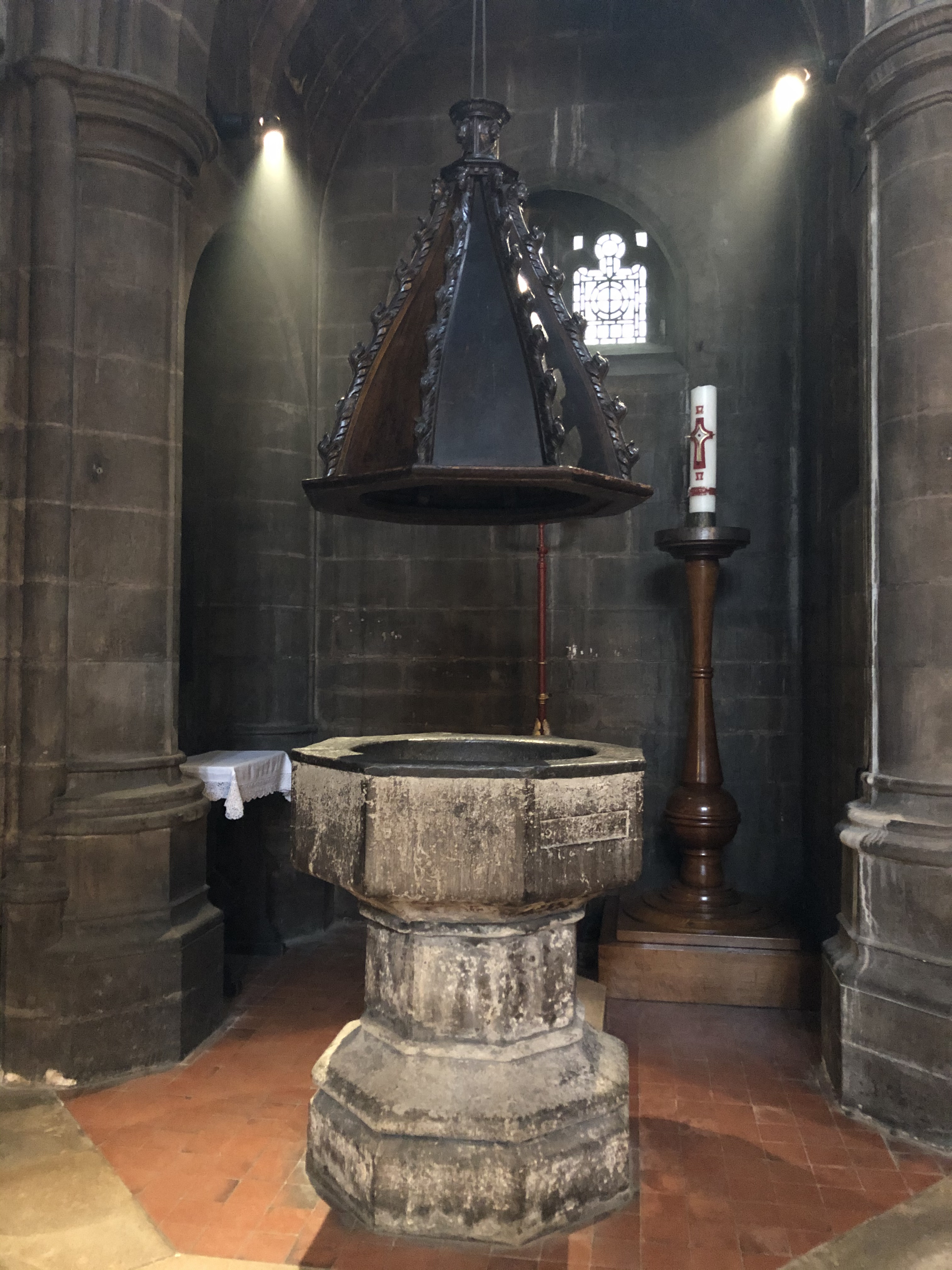
Taufstein
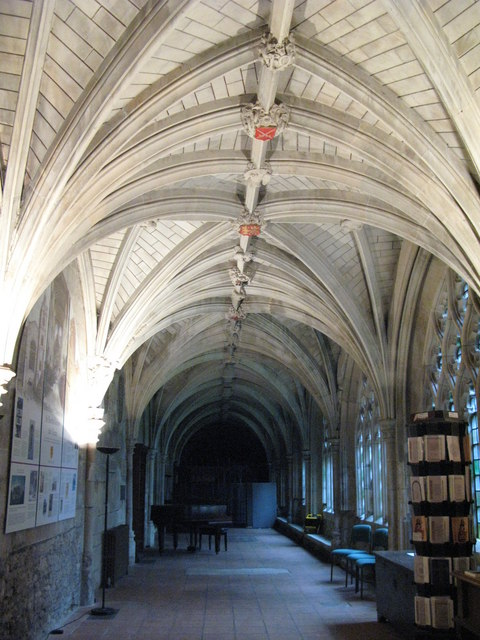
Kreuzgang der Prioratskirche
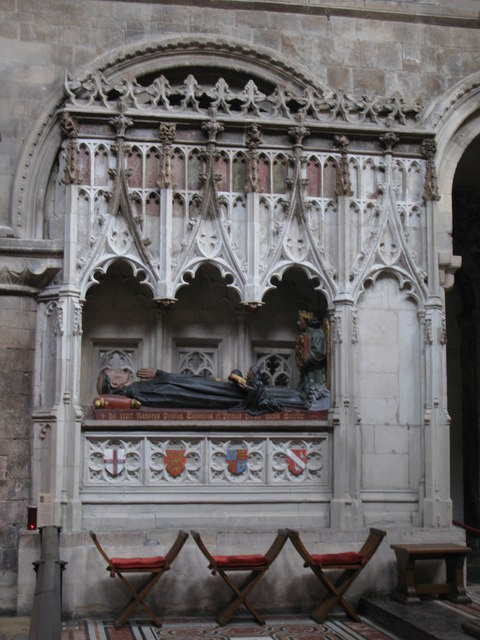
Grabmal von Prior Raherius
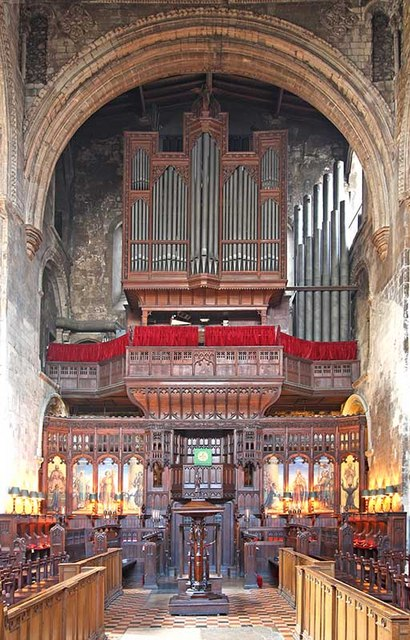
Orgel der Klosterkirche
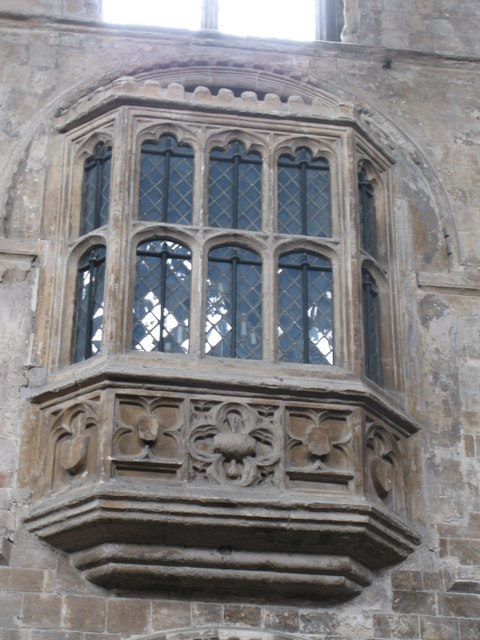
Klosterkirche, Erkerfenster
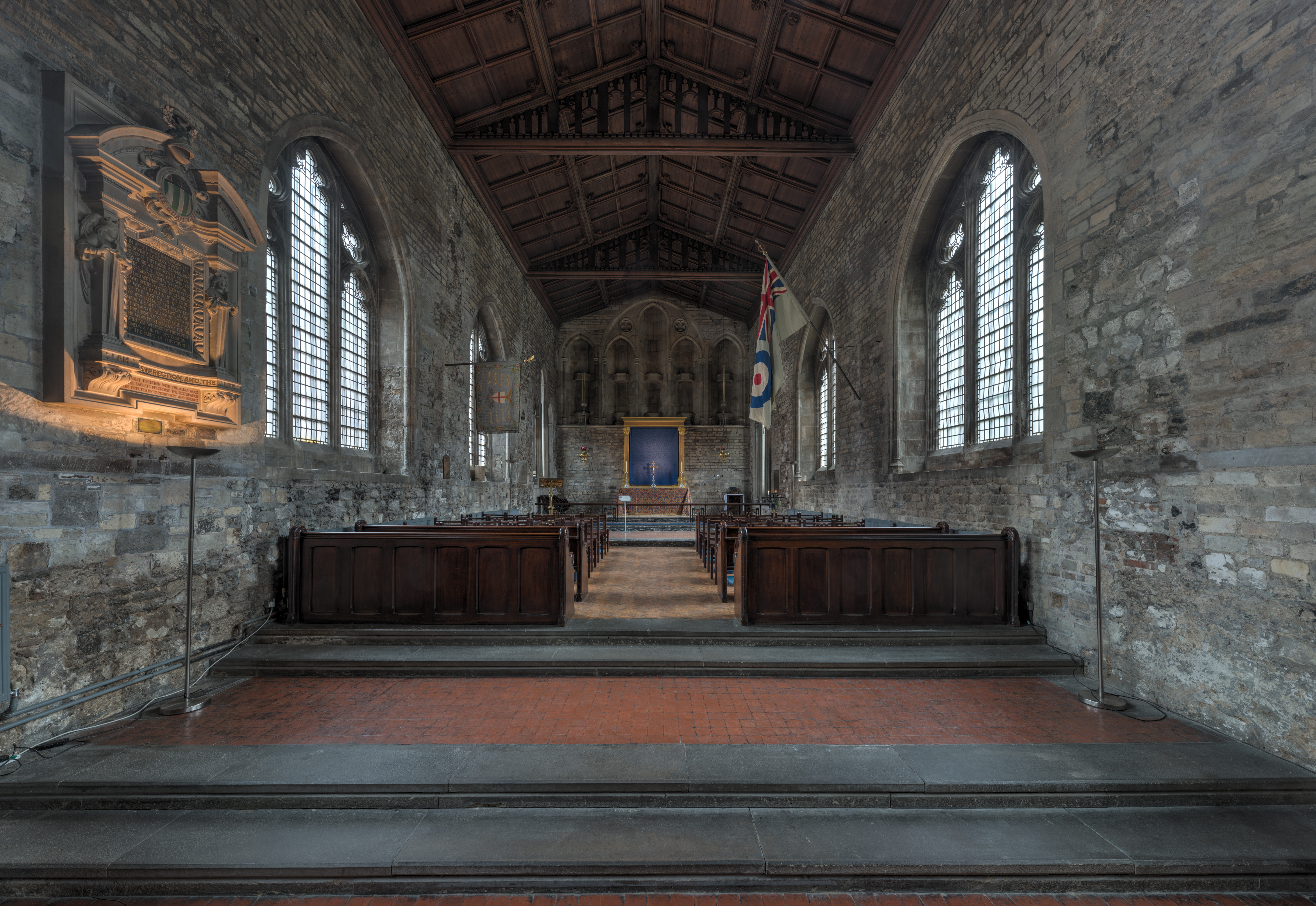
Marienkapelle der Klosterkirche
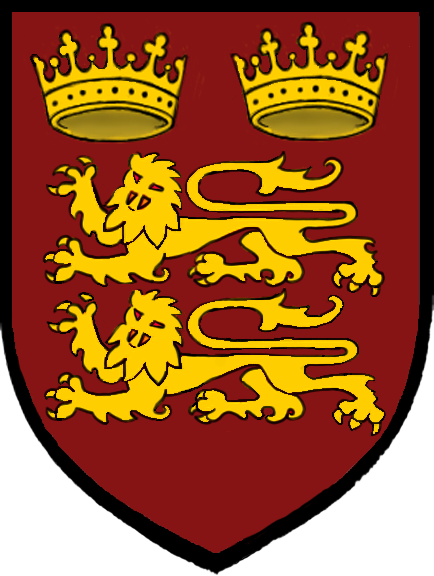
Wappen der Klosterkirche
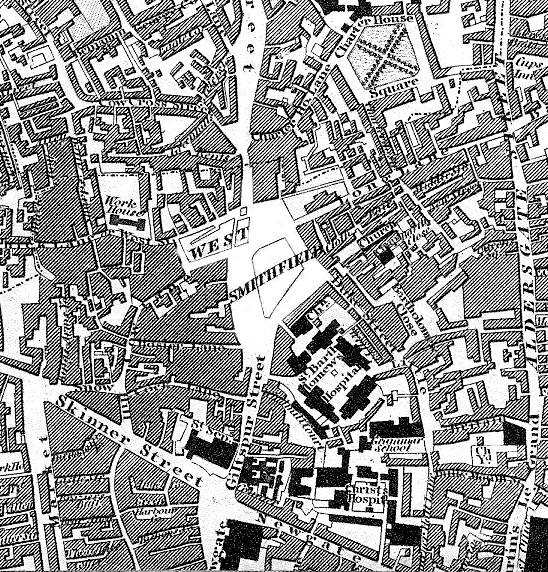
Smithfield-Markt (1827)

Die Klosterkirche ist eine Zusammenführung aus Elementen Romanik und Gotik.

## Ausstattung
Die derzeitige Orgel in der Klosterkirche wurde 1957 von der Orgelfirma Noel Percy Mander Ltd in ein Gehäuse von 1893 eingebaut und 1982/83 von Peter Wells überholt. Seither verfügt sie über 49 Register auf drei Manualen und Pedal. Im  „National Pipe Organ Register“ wird sie (Stand 2020) als unspielbar beschrieben. Zur Zeit behilft man sich mit einem digitalen Instrument, bereitet aber den Einbau einer neuen Orgel von Schoenstein & Co. vor.

## Kleriker
(Quelle: )

### Liste der Prioren des Augustinnerstifts
1. Rahere, 1123–1143
2. Thomas, 1144–1174
3. Alan, ?–?
4. Richard, ?–?
5. G., 1213
6. John, ?–1232
7. Gerald, 1232–?
8. Peter le Duc, ?–1256
9. Robert, 1256–?
10. Gilbert de Weledon, 1262–?
11. John Bacun, ?–?
12. Hugh, ?–1295
13. John, ?–?
14. John, ?–1350
15. Edmund de Braughyngg, 1350–1356
16. John de Carleton, 1356–?
17. Thomas Watford,?–1382
18. William Gedney, 1382–1391
19. John Eyton or Repyngdon, 1391–?
20. Simon Wynchecombe, ?–?
21. John Eyton, ?–1404
22. John de Watford, ?–1414
23. William Coventree, ?–?
24. Reginald, ?–?
25. John, ?–?
26. Reginald Colyer, ?–1471
27. Richard Pulter, 1471–1480
28. Robert Tollerton, 1480–1484
29. William Guy, 1484–?
30. William Bolton, 1505–1532
31. Robert Fuller, 1532–1539

### Liste der Rektoren der Kirche nach der Auflösung
1. John Deane, 1544–63
2. Ralph Watson, 1565–69
3. Robert Binks, 1570–79
4. James Stancliffe, 1580–81
5. John Pratt, 1582–86
6. David Dee, 1587–1605
7. Thomas Westfield, 1605–44 (späterer Bischof von Bristol)
8. John Garrett, 1644–55
9. Randolph Harrison, 1655–63
10. Anthony Burgess, 1663–1709
11. John Pountney, 1709–17
12. Thomas Spateman, 1719–38 (Präsident Sion College, später Prebendary of St Paul’s)
13. Richard Thomas Bateman 1738–60
14. John Moore, 1761–68
15. Owen Perrot Edwardes, 1768–1814
16. John Richards Roberts, 1814–19
17. John Abbiss, 1819–83 (gewählter Präsident Sion College, 1838)
18. William Panckridge 1884–87
19. Sir Borradaile Savory, Bt, 1887–1906
20. William Fitzgerald Gambier Sandwith, 1907–29
21. Edwin Sidney Savage, 1929–44
22. Newell Eddius Wallbank, 1944–79 (Prebendary of St Paul’s Cathedral)
23. Arthur Brown, 1979–91
24. David Lawson, 1991–93
25. Martin Dudley, 1995–31. Mai 2015

### Liste der Rektoren von Great St Bartholomew
nachdem St Bartholomew the Great und St Bartholomew the Less zusammengefasst wurden
1. Martin Dudly, 1. Juni 2015 – 31. Dezember 2016
2. Marcus Walker, 11. Februar 2018 – heute

## Legenden
Nach der Überlieferung spukt der Geist des Gründers Rahere in der Kirche.